# The Shawshank Redemption
The Shawshank Redemption là bộ phim chính kịch - tâm lý của Hoa Kỳ phát hành vào ngày 22 tháng 9 năm 1994, do Frank Darabont viết kịch bản và đạo diễn, dựa trên tiểu thuyết của Stephen King, Rita Hayworth and Shawshank Redemption. Các diễn viên chính trong phim là Tim Robbins trong vai Andy Dufresne và Morgan Freeman trong vai Ellis Boyd "Red" Redding.
Bộ phim khắc họa nhân vật Andy sống gần hai thập kỷ trong Nhà tù Shawshank cấp tiểu bang, một nhà tù hư cấu tại Maine, và tình bạn của anh với Red, một người bạn tù. Bộ phim này là một thí dụ điển hình cho khoảng cách tiềm ẩn giữa thành công bước đầu tại các rạp chiếu phim và sự nổi tiếng rực rỡ. Mặc dù bị thờ ơ khi chiếu rạp và không thu đủ lợi nhuận để bù đắp chi phí làm phim, The Shawshank Redemption lại nhận được những lời nhận xét tích cực từ những nhà bình luận và sau đó nổi tiếng qua truyền hình cáp, video gia đình, và DVD. Bộ phim này tiếp tục được hoan nghênh bởi những nhà bình luận và khán giả, kể cả sau 14 năm từ khi được phát hành đầu tiên, và thường được xếp vào hạng một trong những phim vĩ đại nhất mọi thời đại.

## Nội dung
Vào năm 1947, phó giám đốc ngân hàng trẻ tên Andy Dufresne (Tim Robbins) bị buộc tội giết vợ và người tình của cô ta dựa trên những chứng cứ gián tiếp không rõ ràng, và bị tuyên hai bản án chung thân tại Nhà tù Shawshank nổi tiếng ở Maine. Trong tù, ông bạn tù Ellis Boyd "Red" Redding (Morgan Freeman) bị từ chối ân xá sau khi đã thụ án được hai mươi năm trong bản án chung thân của ông. Cuối ngày hôm đó, ông chứng kiến các tù nhân mới được đưa vào nhà tù, và Andy là một trong số họ, nhóm bạn của Red cá cược ai sẽ khóc đầu tiên, và Red đã đặt vào Andy. Sau khi gặp người quản lý kỷ luật Cai ngục Samuel Norton và trưởng gác ngục Đội trưởng Byron Hadley, những tù nhân mới được tẩy rận và đưa vào phòng giam. Một trong các tù nhân kêu khóc vào đêm đó, và Đội trưởng Hadley đã đánh người đó trọng thương và sau đó anh ta chết do không được cấp cứu kịp thời.
Andy nhanh chóng làm quen với nhóm bạn của Red, và đặc biệt là Red, người nổi tiếng vì buôn lậu một cách thông minh ra vào nhà tù. Sau một tháng điều chỉnh cuộc sống mới, Andy tiếp xúc với Red và đặt hàng ông một chiếc búa đẽo đá để theo đuổi sở thích sưu tầm đá của anh. Andy khởi đầu bằng công việc tại khu giặt ủi của nhà tù, nơi anh bị quấy rối và bị một nhóm tù nhân đồng tính tàn ác có tên "The Sisters" (Các chị em) tìm cách hiếp dâm. Anh chịu đựng những lần bị bắt nạt trong gần hai năm nhưng không bao giờ than vãn một lời. Một hôm, trong khi đang bôi nhựa đường lên mái nhà của nhà máy chế tạo bảng số xe hơi của Shawshank, Andy nghe được Đội trưởng Hadley đang bàn về số tiền thuế cho số di sản mà Hadley sắp được nhận. Mặc dù suýt bị ném xuống từ mái nhà, nhưng kiến thức về các vấn đề tài chính của anh khiến Hadley cảm thấy có lợi. Để được thù lao là 3 chai bia cho mỗi "bạn làm việc" của anh, Andy đã bày cho Hadley cách lách thuế.
Trong phòng chiếu phim, Andy muốn Red lấy ảnh Rita Hayworth về phòng giam của anh. Khi anh rời khỏi phòng chiếu phim, anh bị nhóm Các chị em tấn công và bị đánh tới suýt chết, và phải nằm một tháng trong bệnh xá nhà tù để hồi phục. Để trả thù cho Andy, Đội trưởng Hadley đã đánh đập dã man tên cầm đầu nhóm là Bogs, khiến tên này bị liệt vĩnh viễn. Andy không còn bị nhóm Các chị em quấy rối, và các tù nhân đồn rằng Andy được những lính canh bảo vệ vì đã giúp đỡ Đội trưởng Hadley. Khi Andy quay về từ bệnh xá, anh thấy một món quà mừng của Red: một áp phích Rita Hayworth lớn, miễn phí.
Lời đồn đại về việc giúp đỡ Đội trưởng Hadley của Andy lan rộng, và anh được chỉ định làm trợ lý cho tù nhân lớn tuổi Brooks Hatlen đang trông nom thư viện nhà tù (dấu hiệu cho sự đối xử ưu đãi đầu tiên) và viết thư cho Thượng viện bang Maine để xin tiền ủng hộ phát triển thư viện. Khi những lính gác khác bắt đầu đến nhờ anh trợ giúp về tài chính, Andy tạo dựng văn phòng tạm để cung cấp dịch vụ thuế và tài chính và "nhóm khách hàng" của anh ngày càng tăng lên đến hầu như toàn bộ nhân viên nhà tù, cai ngục từ các nhà tù khác, và thậm chí cả Cai ngục Norton.
Sau khi Andy đã trải qua gần mười năm tại Shawshank, anh và Red trong một buổi làm phát hiện ra Brooks đang kề dao vào cổ Heywood một cách quẫn trí. Sau khi Andy thuyết phục được Brooks thả Heywood, Red yêu cầu Heywood giải thích tại sao Brooks lại có hành động như vậy. Heywood kể với Red và các bạn trong nhóm rằng anh ta chỉ đến để 'chào tạm biệt' Brooks. Brooks đã được ân xá sau khi ông đã thi hành án 50 năm. Giờ đây ông đã quá quen thuộc với cuộc sống trong tù đến mức ông sợ hãi khi phải ra thế giới bên ngoài. Bên ngoài nhà tù, Brooks chỉ nhận thấy sự cô đơn, cách biệt với công việc xếp hàng đã tính tiền vào túi giấy tại một cửa hàng. Tuy là một người được kính nể trong tù, theo lời Red nói, nhưng ông chỉ là "một ông già hết thời với đôi tay thấp khớp" ở thế giới bên ngoài. Ngoài ra, ông không được xã hội cảm thông và bị quấy nhiễu bởi người quản lý chẳng ưa gì ông, người mà có lúc ông đã định giết đi để được quay lại nhà tù. Cuối cùng ông viết một lá thư cho các bạn ở Shawshank trước khi khắc dòng chữ "Brooks was here" (Brooks đã ở đây) trên xà nhà rồi treo cổ tự tử trong căn phòng mà chính quyền bố trí cho ông sau khi ra tù.
Cai ngục Samuel Norton khai thác tài năng của Andy và nghĩ ra một kế hoạch bắt các tù nhân làm việc cho các dự án xây dựng của địa phương. Bằng cách này, ông bóc lột sức lao động miễn phí của tù nhân để làm lợi cho cá nhân mình, và Andy đứng phía sau giúp ông rửa tiền, giấu các ngân khoản cho Norton bằng cách tạo ra một danh tính giả có tên "Randall Stephens". Để giữ cho Andy hài lòng, Norton cho mở rộng thư viện nhà tù, và Andy được trao cơ hội giúp đỡ những bạn tù học được bằng phổ thông. Ông cũng cho phép Andy giữ một số hàng lậu công khai trong xà lim của anh, trong đó có đá mài, màn đá, và nhiều áp phích khác nhau (trong đó có tấm hình Marilyn Monroe rất lớn, thay cho hình Rita Hayworth trước đó).
Vào năm 1965, một tù nhân trẻ tuổi có tên Tommy Williams vào nhà tù Shawshank vì tội trộm cắp. Andy tỏ ra thích anh chàng này, và dạy Tommy để anh có được tấm bằng bổ túc văn hóa cấp ba. Sau khi nỗ lực hoàn thành bài thi (và sau này đậu), Tommy nghe được vụ án của Andy từ Red, và lộ ra thông tin bất ngờ: Elmo Blatch, một trong những bạn tù của anh, đã mô tả việc giết hai người trùng hợp với sự mô tả về vợ của Andy và người tình của cô ta cùng với chuyện anh chồng "nhân viên nhà băng khéo léo" bị đổ tội ra sao. Andy hi vọng rằng anh sẽ có thể kháng án với sự giúp đỡ của Tommy, và anh tìm gặp Norton để xin lời khuyên và sự hỗ trợ. Khi Norton nghe được câu chuyện, ông cố gắng thuyết phục anh rằng Tommy chỉ đồng cảm với hoàn cảnh của anh và bịa ra câu chuyện để làm anh vui. Andy cam đoan với viên cai ngục rằng anh sẽ không bao giờ tiết lộ sự thối nát tại nhà tù. Sợ thông tin lộ ra nếu Andy được trả tự do, Norton giam anh trong phòng giam biệt lập trong một tháng và lệnh cho Hadley giết chết Tommy sau cuộc nói chuyện mà anh chàng trẻ tuổi này nói rằng anh ta sẵn sàng làm chứng cho Andy. Sau khi ngụy trang việc giết Tommy bằng một vụ trốn trại, Norton tuyên bố với Andy rằng anh sẽ vẫn nhận được sự bảo hộ từ lính gác chỉ khi nào anh biết giữ im lặng và tiếp tục giúp Norton biển thủ ngân quỹ. Nếu anh không làm như vậy, Norton sẽ 'quăng anh cho đám người đồng giới', và phá hủy tất cả những gì Andy dày công tạo dựng sau chừng ấy năm, kể cả thư viện. Rồi ông ta bắt anh chịu thêm một tháng giam biệt lập nữa.
Sau khi trải qua hai tháng giam biệt lập, Andy được trả về phòng giam, trong tình trạng của một kẻ nhụt chí, đầu hàng số phận. Khi ở ngoài sân, anh nhờ Red một việc lạ lùng, bảo ông rằng nếu ông được phóng thích thì ông phải đi đến một địa điểm cụ thể trên một đồng cỏ gần Buxton, Maine để tìm một thứ đã được chôn tại đó. Bạn bè của Andy lo rằng có thể anh sẽ tự tử như Brooks, vì anh vừa xin một tù nhân khác một đoạn dây thừng dài. Tuy nhiên, sáng hôm sau, người ta không thấy Andy trong xà lim, mà chỉ còn tấm áp phích Raquel Welch, thay cho bức hình Marilyn Monroe, nhìn chằm chặp vào Norton. Trong tâm trạng tức giận vì Andy bỗng nhiên biến mất, Norton ném hòn đá trên bệ cửa sổ của Andy vào tấm áp phích, nó lọt qua và rơi vào một đường hầm. Norton xé tấm ảnh và nhìn thấy một cái lỗ có kích thước vừa đủ để người đàn ông trung bình chui qua. Viên cai ngục điên tiết và bắt tất cả nhân viên dưới quyền ông phải tìm cho ra tên vượt ngục, nhưng chỉ tìm thấy mớ quần áo tù, một miếng xà phòng và một chiếc búa đẽo đá.
Đoạn phim hồi tưởng cho thấy khi Andy cố khắc tên của anh lên bức tường ở đầu phim, một mảng tường rớt ra, và hơn 19 năm trời tại Shawshank, Andy đã bỏ ra hàng giờ để đục bức tường. Để che giấu hành động này, anh lén rải gạch đá anh đã đào buổi tối ra sân ngoài khi đi dạo. Anh hoàn thành vụ vượt ngục sau khi bò một đoạn 500 yard qua ống nước thải. Sau khi thoát, Andy dùng danh tính giả Randall Stephens mà anh tạo ra trước đây với mục đích che giấu hành vi biển thủ của viên cai ngục, một nhân vật giả có đầy đủ giấy khai sinh, bằng lái, số an sinh xã hội. Mặc bộ đồ và mang đôi giày sạch sẽ của Norton, Andy rút toàn bộ số tiền mà anh đã gửi qua nhiều năm (trên 370.000 USD theo lời của Red) cho Norton, xem như đó là "phí phục vụ" cho những đối xử bất công và công việc của anh trong tù. Anh cũng gửi bằng chứng về hành vi phạm tội đến một tòa soạn báo địa phương, kể về sự thối nát và tội ác của viên cai ngục và các lính canh. Sáng hôm bài báo được đăng, cảnh sát và viên chưởng lý địa phương ập đến nhà tù. Byron Hadley bị bắt, được kể là "khóc thút thít như một bé gái" khi bị dẫn đi, còn Norton thì tự sát bằng súng trong văn phòng trước khi nhà chức trách vào được, mà theo lời dẫn của Red là Red cho rằng điều cuối cùng băng qua đầu của Norton "không phải viên đạn, mà là làm thế quái nào mà Andy Dufresne có thể qua mặt được ông".
Ngay sau đó, vào năm 1967, Red cuối cùng cũng được ân xá sau khi đã thi hành án suốt 40 năm tại nhà tù Shawshank. Sau khi cố gắng làm quen với cuộc sống bên ngoài nhà tù (ông cũng có công việc và nơi ở y hệt như Brooks đã từng có nhiều năm trước đó), ông nghĩ đến việc làm một điều gì đó để hủy sự ân xá và quay về lại Shawshank, nhưng ông nhớ lại lời hứa với Andy ngay trước khi Andy trốn thoát. Một ngày nọ, Red đi đến đồng cỏ tại Buxton mà Andy đã kể cho ông nghe. Dưới một tảng đá nham thạch nổi bật, ông tìm thấy một hộp kim loại nhỏ, trong đó có tiền và chỉ dẫn từ Andy. Ông đi bằng xe buýt (điều này vi phạm luật ân xá, nhưng ông cho rằng chẳng còn ai gây phiền toái cho lão già như ông nữa) đến Fort Hancock, Texas (nơi Andy đi qua Mexico) và thú nhận rằng cuối cùng ông cũng đã cảm thấy có hy vọng. Sau đó ông hội ngộ cùng Andy tại Zihuatanejo trên bờ Thái Bình Dương của México.

## Diễn viên
| Diễn viên      | Tên nhân vật             | Mô tả |
| -------------- | ------------------------ | --- |
| Tim Robbins    | Andy Dufresne            | diễn viên chính của phim. Tom Hanks, Kevin Costner, Tom Cruise, Nicolas Cage và Charlie Sheen đều đã được nhắm tới vai này khi kịch bản lưu hành tại Holywood. Hanks từ chối vì là vai nam chính của Forrest Gump (bộ phim đánh bại Shawshank để giành giải Oscars), nhưng sau đó anh lại làm việc với Darabont trong The Green Mile. Sau khi hãng phim bỏ qua Cruise và Sheen, Costner cũng từ chối do đang đóng phim Waterworld. |
| Morgan Freeman | Ellis Boyd "Red" Redding | một nhân vật chính khác của phim và cũng là người dẫn chuyện. Trước khi Freeman nhận vai, Clint Eastwood, Harrison Ford, Paul Newman, và Robert Redford đã được nhắm vào vai này. Mặc dù kịch bản viết cho một người Ireland trung niên có mái tóc đỏ xám (giống như nguyên bản trong tiểu thuyết), Darabont đã chọn Freeman vì vẻ ngoài và cách diễn uy quyền, vì ông không tìm thấy ai khác phù hợp hơn với Red.                 |
| Bob Gunton     | Cai ngục Samuel Norton   | người đứng đầu Nhà tù cấp Tiểu bang Shawshank và là nhân vật phản diện chính. |
| William Sadler | Heywood                  | một trong những bạn tù chịu án lâu năm với Red. Sadler cũng xuất hiện trong một vai phụ Klaus Detterick trong bộ phim chuyển thể The Green Mile của Darabont và vai Jim Grondin trong bộ phim The Mist cũng do Darabont chuyển thể. |
| Clancy Brown   | Đội trưởng Byron Hadley  | trưởng lính gác tại Shawshank và cũng là một nhân vật phản diện chính. Khi thử vai, anh từ chối lời đề nghị xem qua những lính gác nhà tù thực tế để chuẩn bị cho vai diễn, vì anh không muốn người xem liên tưởng đến ai cả. |
| Gil Bellows    | Tommy Williams           | một tù nhân trẻ từng vào tù ra tội nhiều lần, đang nắm giữ sự thật về sự vô tội của Andy. Brad Pitt từng có lúc được xem xét cho nhân vật này. |
| Mark Rolston   | Bogs Diamond             | trưởng nhóm tù nhân "Các chị em" và là một tên hiếp dâm nổi tiếng. |
| James Whitmore | Brooks Hatlen            | người được ủy thác trông nom thư viện nhà tù và là một trong những tù nhân già nhất Shawshank. Darabont chọn Whitmore vào vai Brooks vì ông là một trong những diễn viên mà Darabont ưa thích. |

Jeffrey DeMunn xuất hiện trong đoạn giới thiệu đầu phim trong vai diễn ngắn làm ủy viên công tố tại phiên tòa năm 1946, phiên toà đã phán quyết Dufresne phải chịu án tù. DeMunn, cũng là bạn đồng môn với Darabont, cũng xuất hiện trong hai bộ phim chuyển thể sau này The Green Mile và The Mist.

## Quá trình sản xuất
Darabont đảm bảo được quyền chuyển thể bộ phim từ tác giả Stephen King sau khi gây ấn tượng với ông về đoạn phim chuyển thể ngắn từ truyện "The Woman in the Room" năm 1983. Mặc dù hai người đã trở thành bạn bè và vẫn duy trì mối quan hệ thư từ, Darabont không làm việc với ông cho đến bốn năm sau năm 1987, khi ông chuyển thể Shawshank. Đây là một trong những bộ phim dạng Dollar Baby khiến cho tác phẩm của King nổi tiếng hơn. Darabont sau đó còn đạo diễn phim The Green Mile, dựa trên một tác phẩm khác về tù nhân của Stephen King, sau đó tiếp tục bằng một kịch bản chuyển thể từ tiểu thuyết ngắn của King The Mist. Rob Reiner, người trước đó đã chuyển thể một tiểu thuyết khác của King The Body thành bộ phim Stand By Me, đề nghị 2,5 triệu đô la để được viết và đạo diễn dự án này. Ông nhắm đến việc đưa Tom Cruise vào vai Andy và Harrison Ford vào vai Red. Darabont đã nghiêm túc xem xét và thích tầm nhìn của Reiner, nhưng cuối cùng ông quyết định nó là "cơ hội để làm điều gì đó vĩ đại" và tự mình đạo diễn bộ phim.
The Shawshank Redemption được quay ở trong và ngoại vi thành phố Mansfield, Ohio, nằm ở phía bắc trung tâm Ohio. Nhà tù trong phim là một Trại cải tạo Tiểu bang Ohio cũ bỏ hoang nằm ngay phía bắc Mansfield. Toà nhà của Trại cải tạo đã được dùng trong một số phim khác, như Harry and Walter Go to New York, Air Force One và Tango and Cash. Phần lớn khu vực sân nhà tù hiện đã được san bằng để mở rộng Học viện Hiệu chỉnh Richland gần đó, nhưng Toà nhà Quản lý theo phong cách Gothic của Trại cải tạo vẫn còn và do được sử dụng trong các phim nổi tiếng, nó đã trở thành thắng cảnh. Vị cai thực sự của Học viện Hiệu chỉnh Richland có xuất hiện trong một cảnh nhỏ trong Shawshank với vai tù nhân ngồi ngay phía sau Tommy trên chuyến xe buýt đến nhà tù và một số nhân viên khác từ học Học viện Hiệu chỉnh Mansfield gần đó cũng đóng các vai nhỏ.
Một số ngoại cảnh được quay tại Công viên Malabar, ở gần Lucas, Ohio. Phân cảnh trong đó Andy đậu xe bên ngoài căn nhà của anh với ý định giết vợ được quay tại Cabin Pugh trong công viên. Các phân cảnh quay làng Buxton và cánh đồng mà tại đó Red tìm thấy bức thư của Andy được quay tại mảnh đất tư nằm đối diện với cổng vào công viên trên đường Bromfield. Có thể dễ dàng nhìn thấy cây sồi ở bên đường. Bức tường đá bên cạnh, được xây lên để làm phim, nằm ở phía bên kia ngọn đồi gần vệ đường. Bức tường hiện vẫn còn tồn tại, mặc dù nó đã bị hao mòn một phần. Những cảnh khác được quay tại Ashland, Butler, Upper Sandusky, Ohio và Portland, Maine.
Bức ảnh chụp Red trẻ tuổi trong hồ sơ ân xá là con trai của Morgan Freeman, Alfonso. Có thể thấy Alfonso đứng trên sân khi đám tù nhân trong đó có Andy được thả xuống nhà tù, la hét "Fresh Fish! Fresh Fish" trong khi đang lắc lư trong một đường tưởng tượng. Alfonso sau đó đóng thay một bộ phim nhại lại vai Red của cha mình, có tên The Sharktank Redemption, có trong đĩa thứ hai của DVD kỷ niệm 10 năm.
Bộ phim kết thúc bằng dòng chữ "In Memory of Allen Greene" (Tưởng nhớ Allen Greene). Darabont muốn tặng bộ phim cho người bạn và là đồng nghiệp của ông, Allen Greene II, người đã chết ngay trước khi hoàn thành bộ phim vì bệnh AIDS.

## Những cách diễn dịch
Roger Ebert đã nói rằng sự chính trực của Andy Dufresne là chủ đề quan trọng trong suốt chiều dài câu chuyện, đặc biệt là khi trong tù, nơi luôn thiếu sự chính trực. Andy là một cá thể chính trực giữa số đông tội phạm, cai ngục thiếu đức tính này. Ngoài ra, một số nhà phê bình đã diễn giải bộ phim như một truyện ngụ ngôn Công giáo do nó chứa đựng niềm hy vọng, bản chất xấu xa, sự chuộc tội, lòng cứu tế, và tin tưởng trong kiếp sau. Một số nhà phê bình theo Công giáo đã nhắc đến bộ phim "trung thành với nguyên lý Công giáo". Có đoạn bình luận của đạo diễn trong đĩa DVD kỷ niệm mười năm, trong đó Darabont đã phủ nhận rằng ông đã cố tình tạo ra một câu chuyện ngụ ngôn như vậy, và gọi sự diễn dịch như vậy đối với phim là "kỳ quái". Những người khác cũng chỉ ra rằng sự miêu tả ngắn gọn về các nhân vật phản diện chính của phim khiến cho khán giả thỏa mãn - Hadley bị bắt trong nước mắt, Warden tự tử, và bệnh liệt của Bogs - có vẻ như giống với sự báo thù trong Cựu Ước hơn là sự hối lỗi trong Tân Ước.

## Phản hồi quan trọng
- Năm 1994, bộ phim nhận được 7 đề cử: (Phim hay nhất, Nam chính xuất sắc nhất –  Morgan Freeman, Kịch bản chuyển thể hay nhất, Quay phim xuất sắc nhất, Biên tập phim xuất sắc nhất, Nhạc phim hay nhất, và Âm thanh xuất sắc nhất) nhưng với sự tỏa sáng rực rỡ của bộ phim Forrest Gump, nó không giành được bất kỳ giải nào.
- Vào năm 1998 Shawshank không có trong danh sách Danh sách 100 phim hay nhất của Viện phim Mỹ, nhưng chín năm sau (2007) phim được xếp ở vị trí thứ 72 trong danh sách chỉnh sửa, vượt lên trên cả Forrest Gump (thứ 76) và Pulp Fiction (thứ 94), hai bộ phim được tán dương nhất trong cùng năm đó với Shawshank.
- Vào năm 1999, nhà phê bình điện ảnh Roger Ebert đã đưa Shawshank vào danh sách "Những bộ phim vĩ đại" của ông[8], và trong cuộc lấy ý kiến độc giả của tạp chí điện ảnh Empire, bộ phim xếp thứ 5 vào năm 2004 và thứ nhất vào năm 2006 trong danh sách các phim vĩ đại nhất mọi thời đại[9][10].
- Vào năm 2002, The Shawshank Redemption được bình chọn là bộ phim vĩ đại thứ 3 từng được thực hiện trong Cuộc bình chọn 100 phim vĩ đại nhất của Channel 4.
- Năm 2008, trang web về phim They Shoot Pictures, Don't They? thống kê 1000 bộ phim được đánh giá cao nhất mọi thời đại, The Shawnshank Redemption được xếp ở vị trí thứ 563, rớt hạng so với vị trí thứ 506 và 515, của các năm 2007 và 2006.
- Tại IMDb Top 250, bộ phim được xếp vị trí số 1 – vị trí tương đương với danh hiệu bộ phim hay nhất mọi thời đại.

## Âm nhạc
Nhạc nền do Thomas Newman biên soạn, và đã được đề cử cho Giải Oscar cho nhạc phim hay nhất vào năm 1994, đánh dấu lần được đề cử Oscar đầu tiên của ông. Thú vị hơn nữa, nhạc nền chính (có tên "End Titles" trong album soundtrack) có lẽ được khán giả hiện đại biết đến nhiều nhất với vai trò là đoạn âm thanh cho nhiều đoạn phim mẫu của thể loại phim tình cảm, lãng mạn, hoặc lâm ly, cũng giống như đoạn nhạc trong cảnh lái xe của James Horner ở cuối phim Aliens được dùng trong nhiều đoạn phim mẫu của thể loại phim hành động.

## Nhắc đến các tác phẩm khác
Andy đã hỏi xin Red tấm áp phích của Rita Hayworth trong một cảnh phim Gilda của Hayworth. Bức áp phích thể hiện một cảnh trong chính bộ phim đó. Cuối cùng anh đã thay nó bằng tấm áp phích một trong những cảnh Marilyn Monroe với chiếc váy đang bay lên trong phim The Seven Year Itch và sau đó là với Raquel Welch trong One Million Years B.C. Khi Andy nhận được lá thư trả lời đầu tiên từ Thượng nghị sĩ bang Maine nhắc đến phòng thư viện nhà tù, bức điện có kèm theo một đĩa hát của The Marriage of Figaro. Bất chấp Norton, Andy đã chơi bản Aria "Sull'aria? Che soave zeffiretto" trên máy phóng thanh nhà tù để mọi bạn tù có thể nghe được. Trong khi sắp xếp sách trong thư viện, Heywood đã hỏi Andy xử lý bản sao của Bá tước Monte Cristo như thế nào. Andy nhắc rằng cuốn sách đó là về một vụ vượt ngục, báo hiệu vụ trốn thoát của anh qua đường hầm về sau trong phim.